# Richard Andersson
Ernst Christian Richard Andersson, född 22 augusti 1851 i Stockholm, död 20 maj 1918, var en svensk pianist, pedagog och tonsättare.

## Biografi
Richard Andersson var elev vid Musikkonservatoriet i Stockholm 1867–1874 och studerade för Hilda Thegerström samt för Clara Schumann, Richard Wüerst, Friedrich Kiel och Karl Heinrich Barth i Berlin. År 1886 grundade han Richard Anderssons musikskola i Stockholm, där också bland andra Emil Sjögren, Tor Aulin och Sven Kjellström undervisade. Bland hans elever i musikskolan märks Wilhelm Stenhammar, Gottfrid Boon, Karl Wohlfart och Astrid Berwald, skolans föreståndare från 1935. Richard Andersson utgav också en pianoskola.
Åren 1904–1906 var han lärare vid Musikkonservatoriet i Stockholm. Han blev professor 1912. Han invaldes som ledamot nr 482 av Kungliga Musikaliska Akademien den 17 december 1890.
Richard Andersson är begravd på Norra begravningsplatsen utanför Stockholm.